# Ashley Grimes
Augustine Ashley Grimes (ur. 2 sierpnia 1957 w Dublinie) – irlandzki piłkarz występujący na pozycji obrońcy.

## Kariera klubowa
Grimes karierę rozpoczynał w 1974 roku w zespole Bohemians. W sezonie 1974/1975 zdobył z nim mistrzostwo Irlandii, a w sezonie 1975/1976 Puchar Irlandii. W 1977 roku przeszedł do angielskiego Manchesteru United. W Division One zadebiutował 20 sierpnia 1977 w wygranym 4:1 meczu z Birmingham City. W sezonie 1979/1980 wywalczył z klubem wicemistrzostwo Anglii, a w sezonie 1982/1983 Puchar Anglii.
W 1983 roku Grimes odszedł do Coventry City, także grającego w Division One. Spędził tam sezon 1983/1984. Następnie, przez pięć sezonów występował w innej drużynie Division One, Luton Town. W 1989 roku został graczem hiszpańskiej Osasuny. W Primera División zadebiutował 8 października 1989 w zremisowanym 1:1 spotkaniu z Celtą Vigo. Zawodnikiem Osasuny Grimes był przez jeden sezon.
Potem grał jeszcze w angielskim zespole Division Three, Stoke City. W 1992 roku zakończył tam karierę.

## Kariera reprezentacyjna
W reprezentacji Irlandii Grimes zadebiutował 5 kwietnia 1978 w wygranym 4:2 towarzyskim meczu z Turcją. 17 listopada 1982 w zremisowanym 3:3 pojedynku eliminacji Mistrzostw Europy 1984 z Hiszpanią strzelił swojego jedynego gola w kadrze. W latach 1978–1988 w drużynie narodowej rozegrał 18 spotkań.